# 평화남산동
평화남산동(平和南山洞)은 대한민국 경상북도 김천시의 동이다. 2008년 9월 30일 평화동, 남산동을 통합하여 만들어진 행정동이다.

## 개요
평화동은 본래 김산군 김천면에 속하고 있던 지역으로서 1914년 갈마동과 인근 지역을 포함하여 대화정이 되어 김천군 김천면에 편입되었다. 그 후 1946년 동명 변경에 따라 평화동으로 개칭되어 오다가 1949년 김천이 시로 승격됨에 따라 김천시 평화동이 되어 오늘에 이르고 있으며 현재 평화동 내에 서낭댕이·후생주택 등으로 부르는 곳이 있다. 남산동은 고성산 기슭 언덕에 자리한 마을이다. 동쪽은 황금동 주거지역과 연접하고 있으며, 서쪽은 평화동, 남쪽은 고성산에 가로 막혀 있다. 북쪽은 경부선을 경계로 하여 성내동과 이웃하여 있다. 동쪽으로는 남산공원이 있어 시민들의 좋은 휴식처가 되고 있다. 고려 초기부터 이곳에 김천역이 있어 이에 따른 마을이 이루어졌다. 김산군 김천면 관할인 중동(中洞)과 하동(下洞)이 있었다. 1914년에 일본식으로 이름하여 난산마치(南山町)라 하였는데, 1946년 우리말식으로 고쳐 남산동이라고 부르게 되었다.

## 연혁

### 평화동
- 조선시대 김산군 김천면에 속했던 갈마동의 자연부락과 대여섯집이 모여 살던 서낭대로 형성됨.
- 1914년 김천역전 지역을 일본식 지명으로 대화정(大和町)이라 칭함.
- 1960년 평화동을 평화1동과 평화2동으로 분동
- 1983년 평화 1,2동을 다시 평화동으로 통합

### 남산동
- 일제강점기 김천면, 하동, 신기를 통합하여 남산정
- 1914년 김천시 남산동 (김천시로 승격)
- 1962년 남산동을 남산 1동,2동으로 분리
- 1983년 2월 15일 남산 1,2동을 남산동으로 통합
- 2000년 1월 1일 성내동, 남산동 통합 성남동

### 평화남산동
- 2008년 9월 30일 평화동, 남산동 통합 평화남산동

## 법정동
- 평화동
- 남산동

## 교육
- 김천초등학교
- 김천중앙초등학교
- 성의여자중학교
- 성의여자고등학교